# Ussurohelcon celebensis
Ussurohelcon celebensis är en stekelart som beskrevs av Van Achterberg 1994. Ussurohelcon celebensis ingår i släktet Ussurohelcon och familjen bracksteklar. Inga underarter finns listade i Catalogue of Life.